# Château de Briacé (Le Landreau)
Pour les articles homonymes, voir Briacé.
Le château de Briacé est un château situé au Landreau (Loire-Atlantique), en France. Le château actuel date du XIXe siècle.

## Localisation
Le château est situé dans le département français de la Loire-Atlantique, au sud-ouest de la commune du Landreau, sur la D55, en direction de la Chapelle-Heulin, et proche du marais de Goulaine.

## Description
Le château de Briacé est un bâtiment Renaissance, en pierres de taille ocre et tuffeau, datant en très grande partie du XIXe siècle, même si le pignon nord est plus ancien. Il est entouré de larges douves maçonnées dont il ne reste que les parties ouest et sud.
Il est entouré d'un parc de 7 ha où se trouvent plusieurs arbres pluricentenaires.

## Historique
Manoir du XIIe siècle, remanié en style Renaissance au XVe siècle. Partiellement détruit durant la guerre de Vendée, il est reconstruit au XIXe siècle, y compris ses douves, mais toute la partie ouest n'a pas été achevée au-delà des caves, d'où un pignon aveugle avec les saillies de pierre destinées à la liaison avec les murs futurs. Le parc, le chais et les communs (écuries) datent aussi du XIXe siècle et l'organisation générale correspond aux principes des châteaux de ce siècle (parc anglais avec étang et ruisseau parcourant le parc, potager ceinturé de murs et serre). La propriété a été cédée aux Frères de Saint-Gabriel à la mort du propriétaire Gilbert Blanchard des Crances dans les années 1950 pour y construire un lycée agricole (à la suite de la demande des viticulteurs et maraichers nantais).
Par la suite, la moitié des douves côté nord et est, de celle du pont de pierres qui permettait de relier le château à une allée majestueuse bordée d'arbres remarquables a été détruite, le château cessant alors d'être sur une île. Le château lui-même, y compris l'intérieur, a été respecté malgré son utilisation initiale en salles de cours, ainsi que les portails d'entrée aux piliers monumentaux et stylisés.

## Pôle de formation Briacé
Le lycée privé existe depuis 1957 ; dans les années 1960 est construit, dans le parc, un ensemble scolaire Briacé comprenant un lycée d'enseignement général, un lycée professionnel, un collège, un campus d'enseignement supérieur et un centre de formation continue de la filière agro-viticole, dont les caves occupent les dépendances du château. Le chai du lycée produit et élabore son propre vin sur 25 hectares ,.

## Galerie

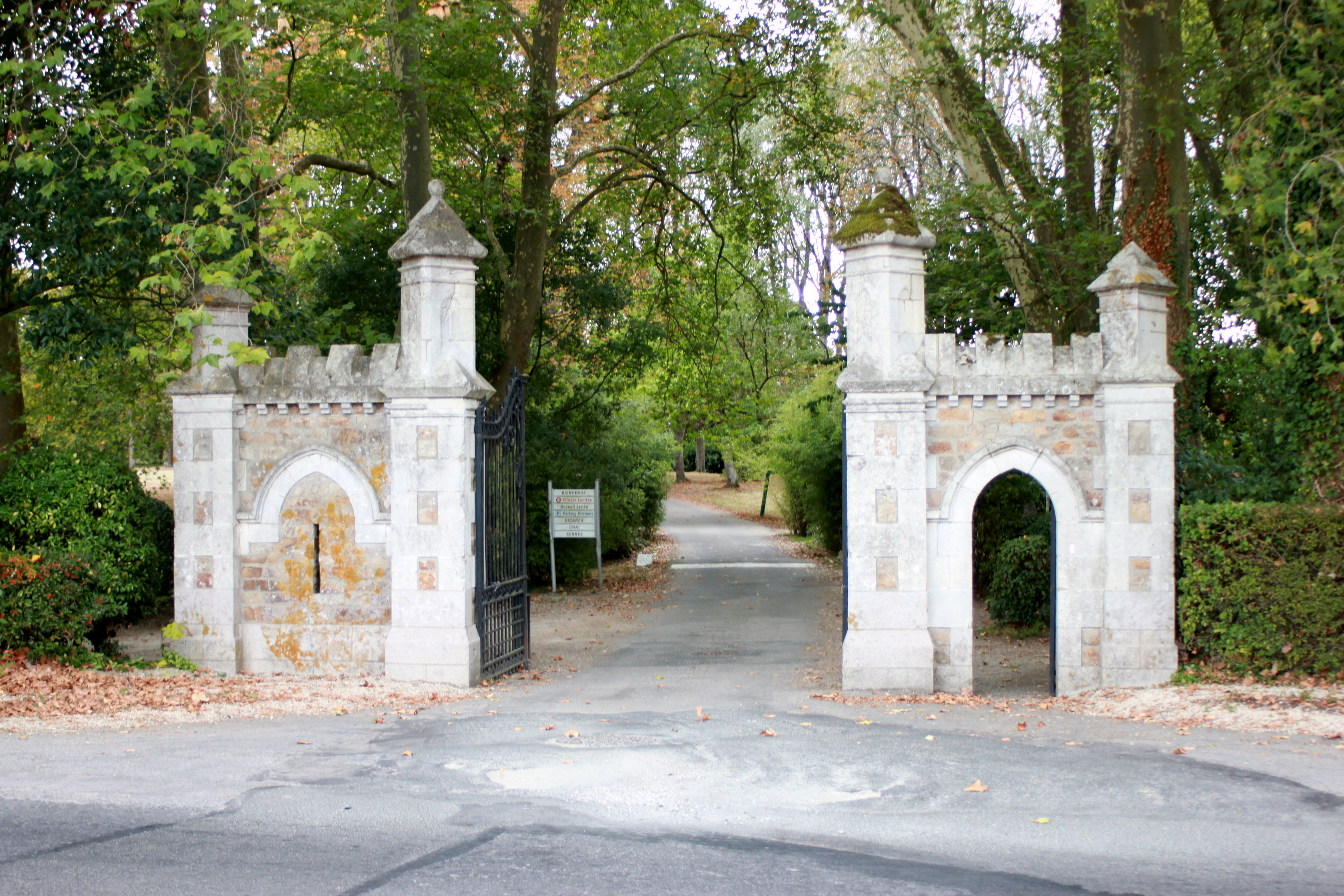
Entrée principale du parc.
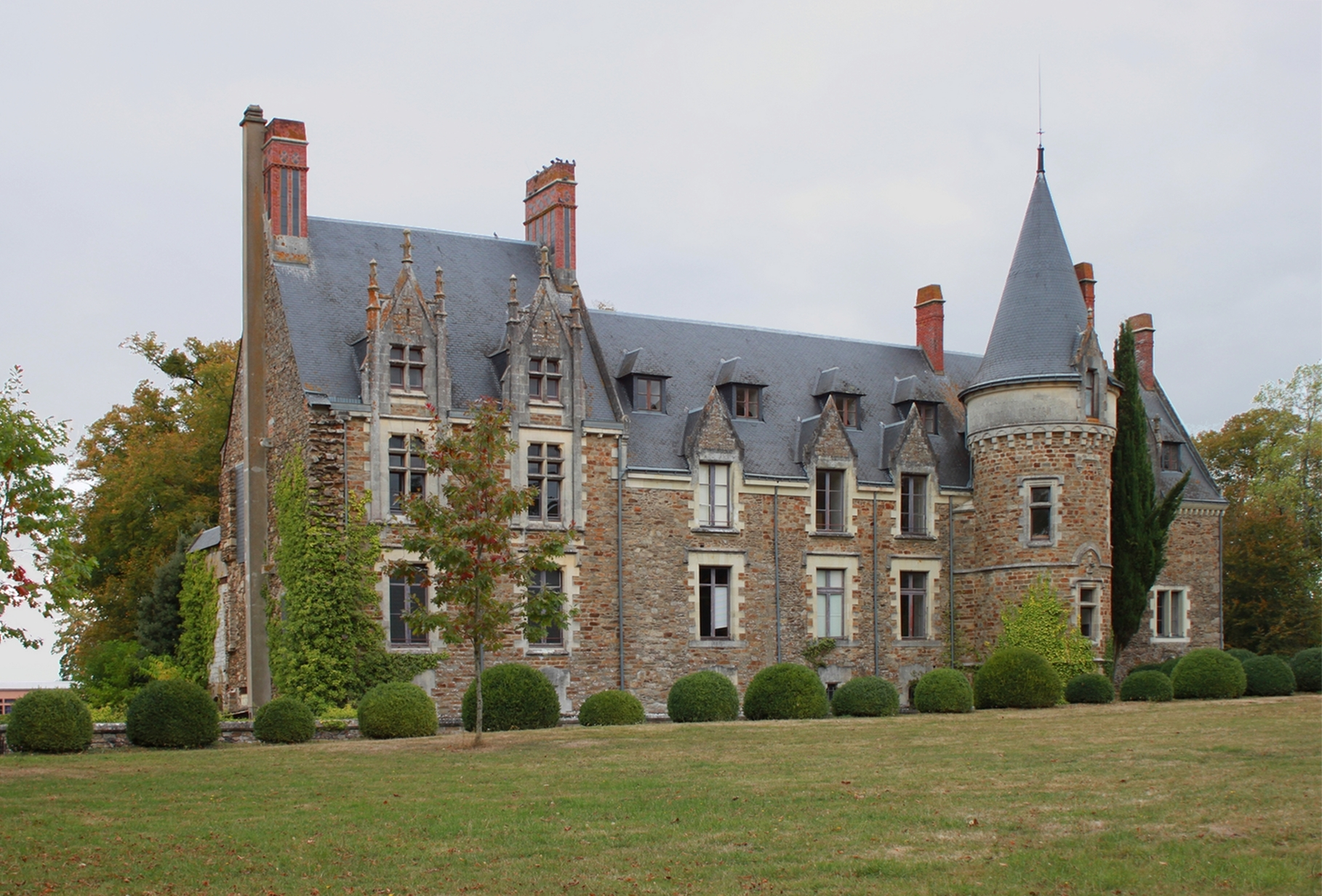
Façade est.
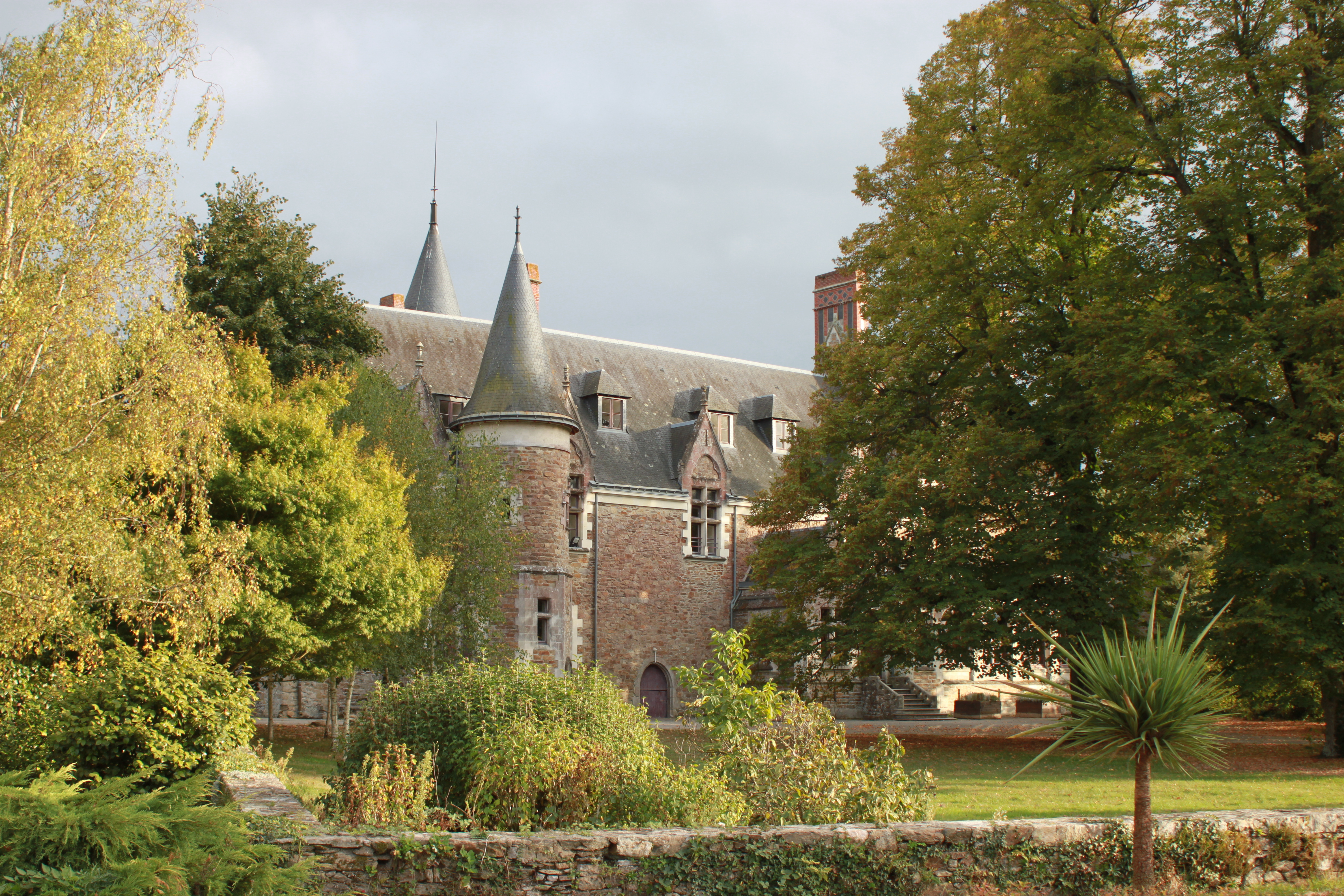
Façade ouest.
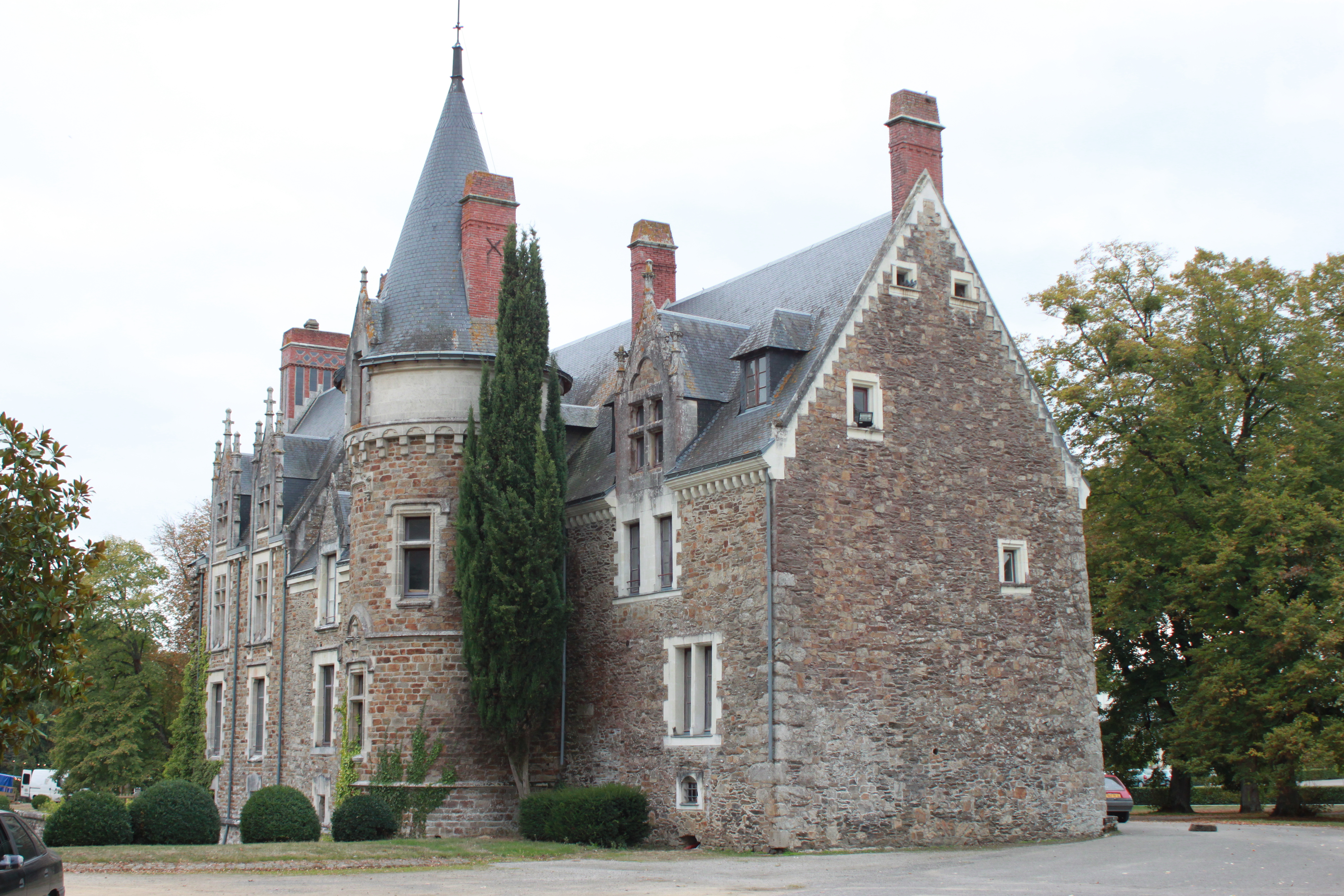
Pignon nord.
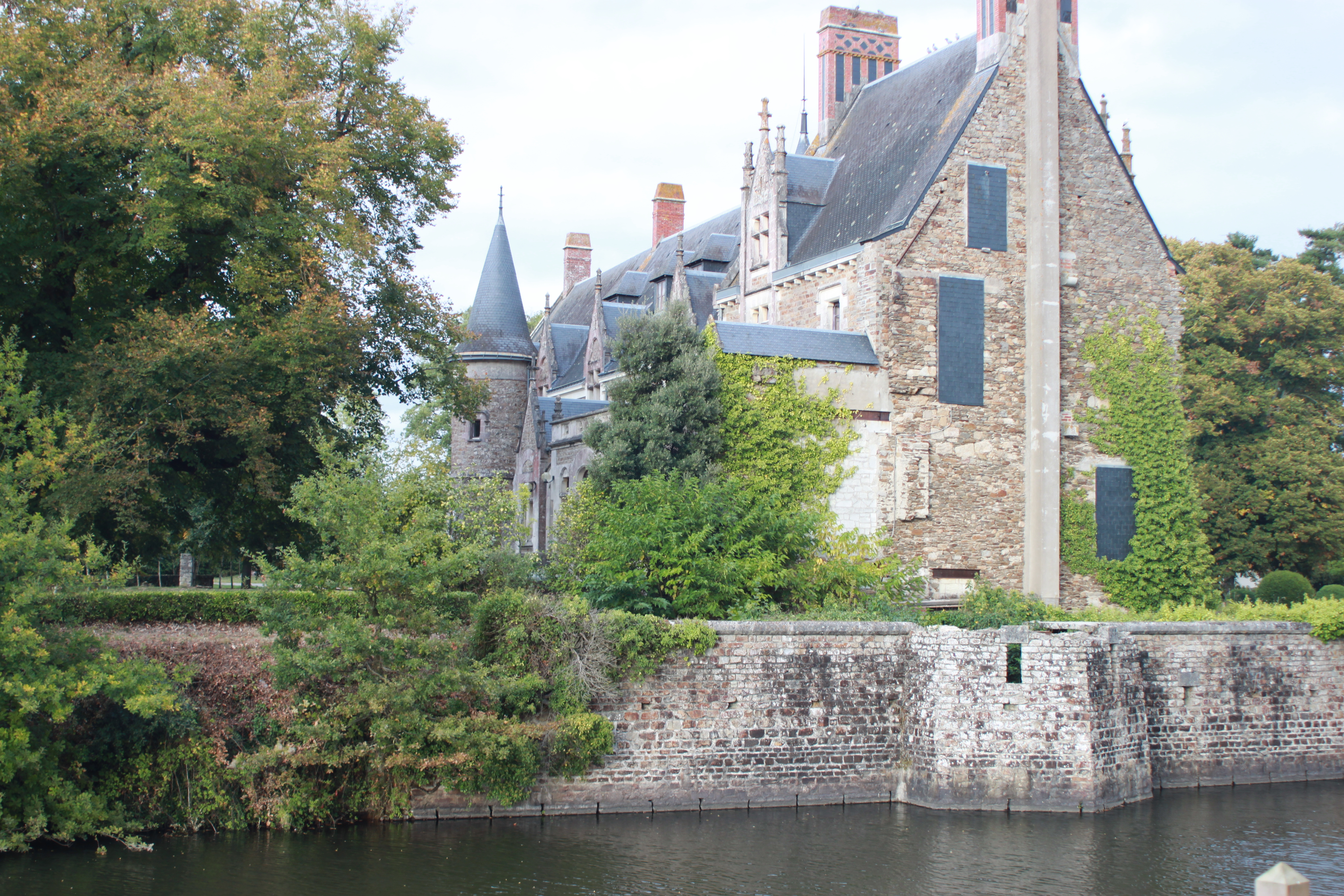
Pignon et douve sud.
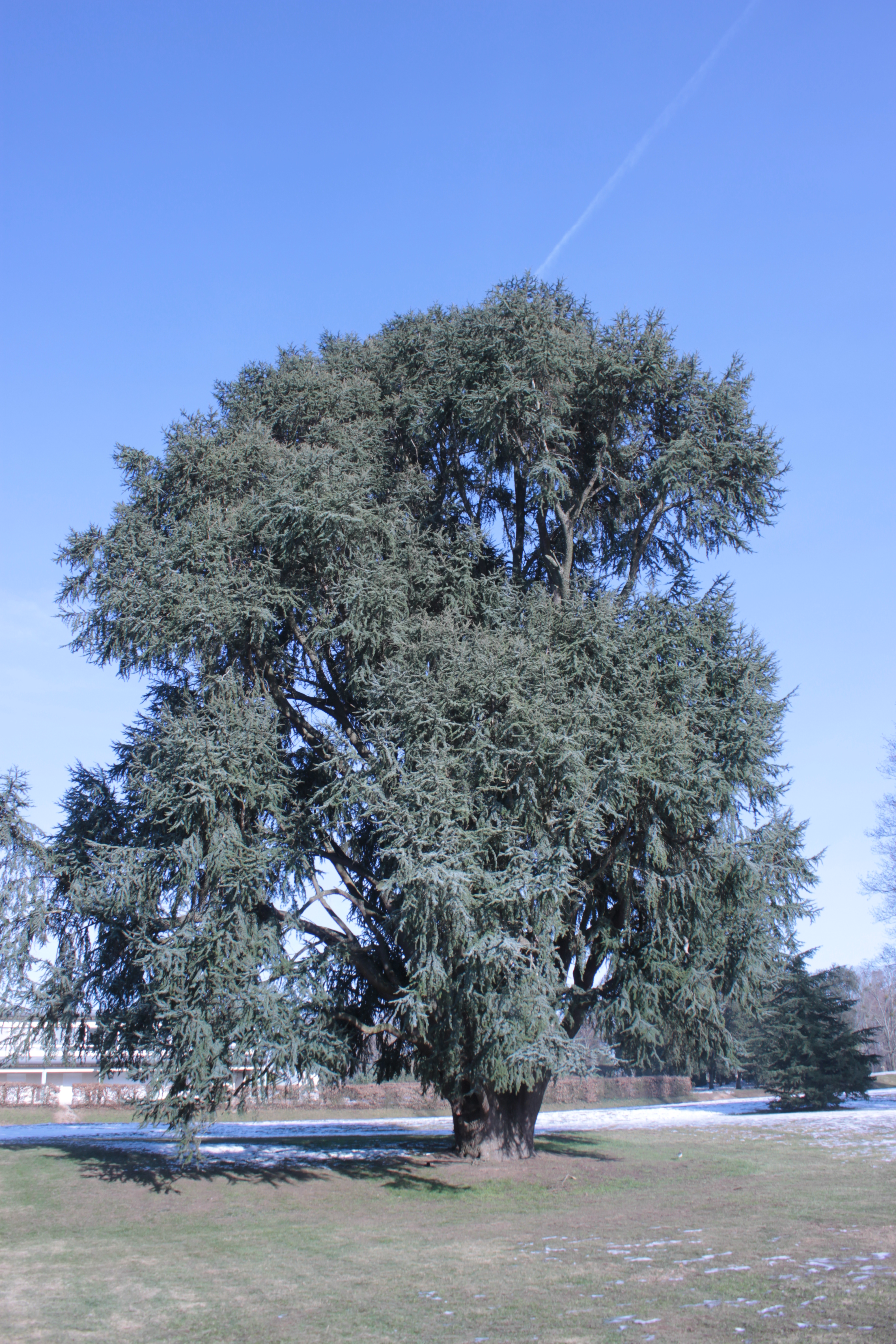
Le vieil arbre.